# Соловьёв, Александр Титович
Александр Титович Соловьёв (6 (18) ноября 1853 г. — 3 декабря 1918 г., г. Казань) — общественный и политический деятель консервативной направленности, один из лидеров правомонархического и трезвеннического движения в г. Казани и Казанской губернии, педагог, редактор, издатель, коллекционер.
Брат Евпла Титовича Соловьёва — российского археолога, историка и исследователя быта Руси.

## Биография и служебная карьера
А. Т. Соловьёв родился в семье обер-офицера, русский, православного вероисповедания. В 1870 г. окончил Тетюшское уездное училище (г. Тетюши, Казанской губернии). В марте 1874 г., выдержав испытание на учительское звание в Нижегородской гимназии, был определён учителем Балахнинского Покровского приходского училища. С октября 1874 г. по сентябрь 1875 г. служил учителем Билярского сельского начального училища (Чистопольского уезда Казанской губернии), затем — Казанского 2-го Михайловского начального училище, а с августа 1876 г. — Казанского 7-го городского начального училища. В том же 1876 г. А. Т. Соловьёв получил благодарность министра народного просвещения «за практическое руководство учителей на временных педагогических курсах».
Дальнейшая карьера А. Т. Соловьёва оказалась тесно связана с Императорским Казанским университетом. В мае 1880 г. он был допущен к исполнению должности университетского экзекутора, в 1882 г. — назначен и.д. казначея (утверждён в должности в марте 1885 г.) и вр.и. о. ктитора при Крестовоздвиженской церкви университет (утверждён в должности в декабре 1884 г.), а в апреле 1884 г. — вр.и. о. начальника университетской типографии. При А. Т. Соловьёве типография была удостоена престижных наград, в том числе золотой медали на выставке в г. Екатеринбурге в 1889 г. и высшей степени отличия — почётного отзыва — на выставке в г. Казани в 1890 г. За небольшой срок А. Т. Соловьёв сумел привести в порядок оставшиеся ему от предшественников на экзекуторской и казначейской должностях дела за 1815—1880 гг., а также дела бывшего начальника университетской типографии, за что в феврале 1886 г. был награждён орденом Святой Анны 3 степени. К маю 1911 г. А. Т. Соловьёв был удостоен пяти орденов (Святого Владимира 4 степени, Святой Анны 2 и 3 степеней, Святого Станислава 2 и 3 степеней), серебряной медали на Александровской ленте в память Императора Александра III и знака Красного Креста, а также дослужился до чина коллежского асессора.
20 декабря 1906 г. — во время вооружённой «экспроприации» в Императорском Казанском университете, защищая казённые деньги, он вступил в перестрелку с грабителями и был ранен, из-за чего вскоре потерял трудоспособность и в апреле 1911 г. был уволен со службы по болезни. Памятуя об этом событии, соратники А. Т. Соловьёва писали ему в одном из поздравительных адресов: «Ваша служба Престолу и Родине запечатлена Вашей кровью».

## Общественная и политическая деятельность, борьба за народную трезвость
А. Т. Соловьёв являлся глубоко верующим православным человеком, убеждённым правым монархистом и русским националистом, всецело разделявшим консервативные взгляды черносотенцев, был известен в обществе и среди сослуживцев как волевой руководитель и исполнительный работник. Практически всё свободное от службы время он отдавал делам общественным, которые вскоре сделали имя А. Т. Соловьёва узнаваемым не только в г. Казани и в Казанской губернии, но и далеко за их пределами.
С 1885 г. он особо активно он проявлял себя в деле борьбы за народную трезвость, став вскоре одним из родоначальников трезвеннического движения в Российской империи. Во второй половине 1880-х гг. на этом поприще А. Т. Соловьёв тесно сблизился по переписке с дочерью Л. Н. Толстого М. Л. Толстой, а затем и с самим писателем, высоко ценившими его качества и оказавшими А. Т. Соловьёву активное содействие в антиалкогольной издательской деятельности (в том числе за счёт рекомендации брошюры А. Т. Соловьёва издателю И. Д. Сытину). Сохранилось упоминание о том, что Л. Н. Толстой обронил в одном разговоре, что «мы с А. Т. [Соловьёвым] первые в России начали за последнее время борьбу с пьянством». Однако уже в конце 1880-х — нач. 1890-х гг. их отношения прервались по причине принципиального несогласия А. Т. Соловьёва с «богоискательством» Л. Н. Толстого.
Главным и любимым детищем А. Т. Соловьёва являлось «Казанское Общество Трезвости» (КОТ), открывшее свою деятельность 30 июля (11 августа) 1892 г., первым и единственным председателем Комитета которого он состоял на протяжении всей его четвертьвековой истории. Вместе с со своими соратниками по КОТ — известными общественными, научными и религиозными деятелями Н. Н. Галкиным-Врасским, А. И. Александровым (в дальнейшем — ректором Санкт-Петербургской Духовной Академии епископом Анастасием), Л. О. Даркшевичем, Н. Ф. Катановым, епископом Андреем (князем А. А. Ухтомским), священниками П. А. Рождественским, Е. Ф. Сосунцовым, Н. М. Троицким, М. М. Шерстенниковым, казанским полицмейстером П. Б. Панфиловым и другими, А. Т. Соловьёв за короткое время превратил его из вызывавшего усмешки обывателей и прессы узкого кружка единомышленников в авторитетное многотысячное общество с широкой сетью отделов, чайно-столовых, библиотек-читален, приютов, ночлежек, медицинских, благотворительных и просветительных учреждений, а также созданных по образцу КОТ организаций, действовавших как в г. Казани и Казанской губернии, но и по всей стране. Благодаря трудам А. Т. Соловьёва и его единомышленников, деятельность КОТ была признана не только в России, где оно получило несколько престижных наград (в том числе — малую серебряную медаль Всероссийской гигиенической выставки в Санкт-Петербурге и почётный отзыв выставки, проводившейся в 1909 г. Московским Комитетом грамотности), но и заграницей: например, на Всемирной промышленной выставке в г. Турине (Италия) 1911 г., где обществу была присуждена высшая награда (grand prix), а самому А. Т. Соловьёву — большая именная серебряная медаль.
С самого начала общество, направляемое А. Т. Соловьёвым, заняло радикальные позиции в трезвенническом движении, пропагандируя полный отказ от употребления алкогольных напитков и требуя от государства введения запрета на их производство и продажу. При этом главную причину самого пьянства большинство активистов КОТ (и, в первую очередь, сам А. Т. Соловьёв) усматривало в растущем отчуждении людей от Бога и их отказе от традиционно-христианских норм жизни. «Пьют люди потому, — указывал А. Т. Соловьёв, — что они не знают цели жизни человека-христианина, предписанной Господом нашим Иисусом Христом: „Ищите прежде всего Царства небесного, и всё остальное приложится вам, будьте совершенны, как и Отец Ваш совершен есть“. Человек, поставивший так цель своей жизни, пить не будет, вечный труд над собой и для других будет его наслаждением, и у него не будет времени для увеселений и развлечений». С января по декабрь 1900 г. А. Т. Соловьёв являлся также первым председателем Правления созданного под патронажем КОТ «Общества защиты несчастных женщин в городе Казани», основной целью которого была профилактика и борьба с проституцией. За это время общество успешно приступило к осуществлению целого ряда собственных проектов.
А. Т. Соловьёв принимал участие в деятельности органов местного самоуправления и в выборах депутатов Государственной Думы различных созывов, являлся членом разного рода городских и губернских совещаний и комиссий, а во время Первой мировой войны — одним из наиболее активных организаторов оказания помощи раненым воинам и беженцам. В разное время А. Т. Соловьёв состоял членом и сотрудником целого ряда санкт-петербургских, московских и местных благотворительных, научных, просветительных и иных обществ: действительным членом Императорского Казанского экономического общества, членом Казанского губернского Комитета Попечительства о народной трезвости, Комитета Российского общества защиты женщин, членом-сотрудником Российского общества покровительства животным, Императорского русского археологического общества, Императорского общества любителей естествознания, антропологии и этнографии при Императорском Московском Университете (по отделу антропологии), казначеем Общества археологии, истории и этнографии при Императорском Казанском Университете. Кроме того, он был известен как коллекционер археологических ценностей, монет, книг и рукописей.

## Редакторская и издательская деятельность
Одновременно с общественной работой А. Т. Соловьёв активно занимался редакторской и издательской деятельностью. В июле 1885 г. он получил разрешение на издание в г. Казани газеты «Справочный листок», выходившей под его редакцией в типографии Императорского Казанского университета с 1886 по 1890 гг., после чего А. Т. Соловьёв продал её Н. А. Ильяшенко. В 1890 г. незначительным тиражом был выпущен составленный А. Т. Соловьёвым каталог книг, отпечатанных в типографии университета за всё время её существования. Через несколько лет, благодаря помощи своего соратника — известного учёного-востоковеда профессора Н. Ф. Катанова, составившего каталог книг «восточного отдела» и алфавитный указатель авторов, переводчиков и издателей, вышло его второе издание.
Вскоре после начала выпуска в 1896 г. КОТ своего печатного органа — журнала «Деятель» — А. Т. Соловьёв стал его фактическим редактором (утверждён в должности в марте 1897 г.), выполняя обязанности по редактированию и изданию журнала до момента его закрытия в мае 1917 г. В характеристике, данной А. Т. Соловьёву 12 (25) марта 1905 г. и.д. казанского отдельного цензора, сообщалось, в частности, что его личность "здесь, в Казани, хорошо известна, как безусловно честного, идейного труженика по распространению просветительной и благотворительной деятельности созданного им «Общества Трезвости». «Глубоко религиозный, преданный идее „Самодержавия“, защитник интересов русской народности, противник и обличитель всяких смут, волнений и забастовок, — говорилось далее, — г. Соловьёв представляет собой выдающуюся по энергии личность».
А. Т. Соловьёв являлся автором нескольких неоднократно переиздававшихся популярных брошюр: «Вино для человека и его потомства — яд», «Отчего происходят многие болезни» и других. Его брошюра под названием «Отчего происходят многие болезни. Защитникам умеренного употребления вина. Русским матерям. Отчего гибнут люди» была допущена учёным комитетом министерства народного просвещения для помещения в бесплатные народные библиотеки и читальни, а также — для народных публичных чтений.

## Во главе казанских черносотенных организаций
Консервативная направленность деятельности руководства КОТ и его лидера привела к принятию в декабре 1904 г. — январе 1905 г. решения о создании на базе общества первой в г. Казани и Казанской губернии правомонархической организации — Казанского отдела «Русского Собрания» (КОРС), председателем Совета которого был также избран А. Т. Соловьёв (действительный член «Русского Собрания» с 23 сентября 1905 г.), возглавлявший его до прекращения деятельности отдела в 1917 г. Ещё до официального открытия КОРС, состоявшегося 6 декабря 1905 г., его члены-учредители приступили к активной печатной контрреволюционной пропаганде, рупором которой стали журнал «Деятель» и печатный орган отдела — газета «Русь Православная и Самодержавная». Редактором и издателем газеты, выходившей в г. Казани с июня 1905 г. по сентябрь 1915 г. (по другим сведениям — до 1916 г.), также являлся А. Т. Соловьёв.
Одновременно он являлся организатором целого ряда отделов «Союза Русского Народа» (СРН) в г. Казани и Казанской губернии. В декабре 1906 г. А. Т. Соловьёв, вместе с профессором Императорского Казанского университета В. Ф. Залеским, возглавлявшим «Казанское Царско-Народное Русское Общество» и Казанский Губернский отдел СРН, и купцом А. И. Кукарниковым, стоявшим во главе «Общества церковных старост и приходских попечителей города Казани» и Боголюбского (Адмиралтейского) отдела СРН (г. Казань), вошёл в так называемую Областную управу Объединённого Русского Народа (подразделение Главной управы Объединённого Русского Народа), ведению которой должны были подлежать все губернии Волжско-Камского края.
Затем — в период раскола в казанском черносотенном движении — А. Т. Соловьёв вступил в многолетнюю непримиримую полемику с В. Ф. Залеским, значительно усугубившую его кризис, а также возглавил продубровинские «Объединённые монархические общества и союзы» при КОРС. В конце 1911 г. — начале 1912 г. А. Т. Соловьёв поддержал призыв профессора Императорского Казанского университета Н. Ф. Высоцкого ко всем местным монархистам «объединиться в общем деле борьбы с революционным насильем» и, после долгих колебаний, вошёл осенью 1912 г. в созданный местными «националистами» «Казанский Русский Избирательный Комитет». Этим поступком он вызвал недовольство своего бывшего соратника Ф. С. Гребеньщикова, обвинившего его в поддержке «клятвопреступников».
А. Т. Соловьёв являлся участником общероссийских монархических съездов и совещаний: 3-го Всероссийского съезда Русских Людей в г. Киеве 1 — 7 октября 1906 г. и 4-го Всероссийского съезда Русских Людей в г. Москве 26 апреля — 1 мая 1907 г. Во время раскола в монархическом движении А. Т. Соловьёв поддерживал А. И. Дубровина, принимал участие в 5-м Всероссийском съезде СРН в г. Москве 21 ноября — 1 декабря 1911 г. (на котором был избран товарищем председателя съезда, а по его итогам — кандидатом в члены Главного Совета «Всероссийского Дубровинского Союза Русского Народа»), также — в Совещании монархистов 21 — 23 ноября 1915 г. в г. Петрограде.

## Семья, дети, образ жизни

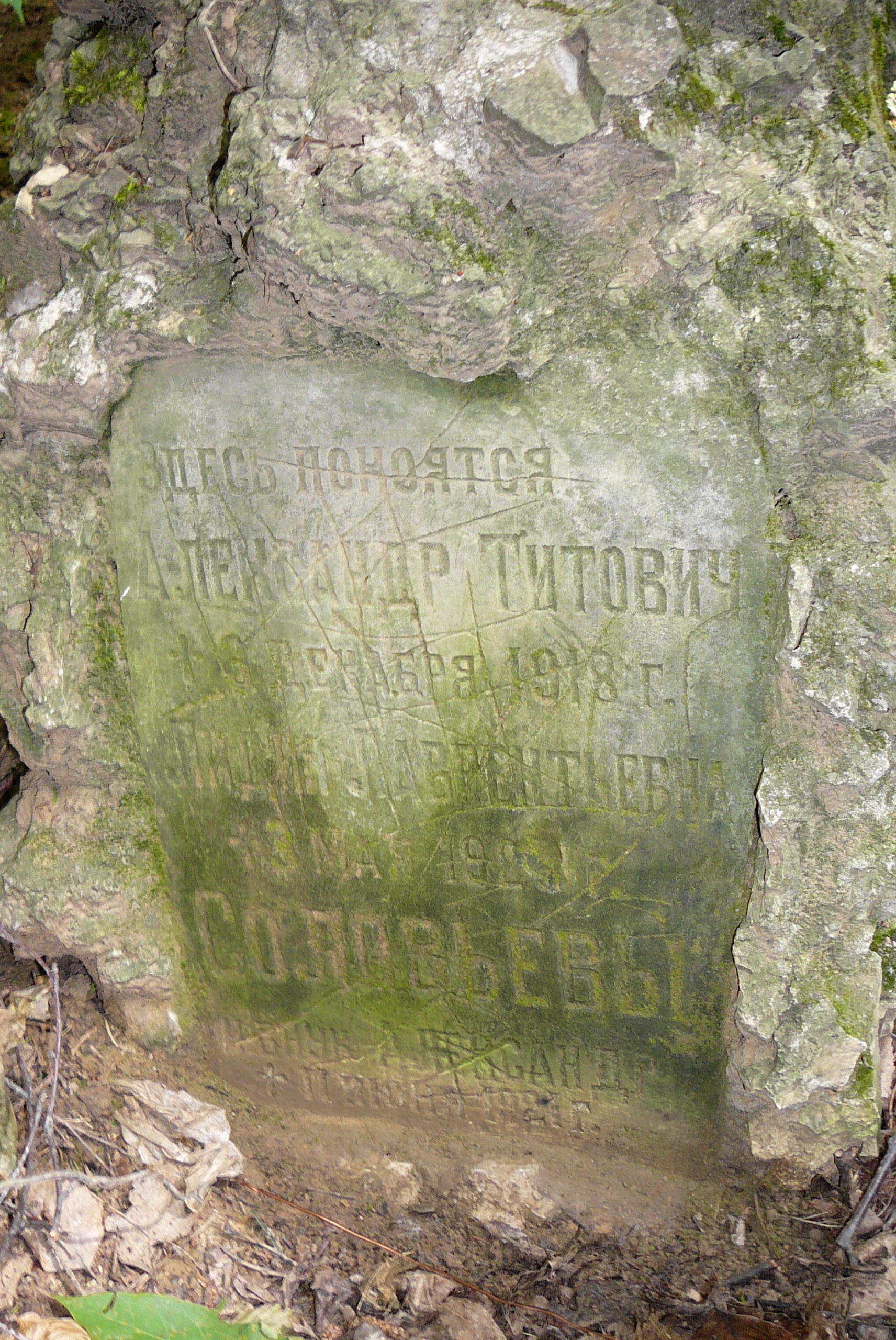
Надгробие А. Т. Соловьёва и его родственников на Арском кладбище г. Казани

А. Т. Соловьёв был женат на дочери коллежского советника Лидии Лаврентьевне Соловьёвой, входившей вместе с мужем в состав Совета КОРС и занимавшейся активной работой в других общественных организациях, и имел трёх детей: дочерей Елизавету (родилась в 1887 г.), Ольгу (родилась в 1890 г.) и сына Бориса (1893 г. — май 1915 г.), который погиб на фронте в Галиции.
По долгу службы и в силу условий своей общественной деятельности А. Т. Соловьёв зачастую имел дело со значительными финансовыми средствами и контролировал немало недвижимости и материальных ценностей. Однако при этом он всегда вёл достаточно скромный образ жизни. Ходатайствуя перед попечителем Казанского учебного округа о назначении А. Т. Соловьёву усиленной пенсии, ректор Императорского Казанского университета Г. Ф. Дормидонтов подчёркивал, что тот — «человек крайне бедный, содержащий себя и свою семью исключительно на своё, более чем скромное, жалованье».
Благодаря своей искренней преданности монархии и бескорыстной общественно полезной работе, вплоть до 1917 г. А. Т. Соловьёв пользовался высоким доверием местных властей, обладая правом делать личные доклады Казанскому губернатору и проводить заседания руководимых им обществ без обязательного разрешения полиции.

## После февраля 1917 г
Вскоре после Февральской революции 1917 г. и фактического запрета деятельности монархических организаций, А. Т. Соловьёв, вместе со своими единомышленниками Н. Ф. Катановым, П. А. Рождественским, А. П. Яблоковым и другими, предпринимал попытки сохранения КОТ, которые, однако, не увенчались успехом. 12 марта 1917 г. он был переизбран председателем Комитета КОТ и до мая 1917 г. редактировал журнал «Деятель».
17 марта 1917 г. А. Т. Соловьёв, как и профессор В. Ф. Залеский, был арестован и заключён в одиночную камеру. При этом задержание происходило с применением физической силы, после обыска и изъятия «8 кип» документов возглавляемых им общественных организаций, частной переписки и револьвера.
19 марта 1917 г. оба они были освобождены, «дела и документы» А. Т. Соловьёву возвращены, но внятных объяснений по поводу причин своего ареста потерпевшие так и не получили. Как выяснилось позже, арест А. Т. Соловьёва был произведён по постановлению «Исполнительного Комитета Общественной безопасности г. Казани» «в видах Общественной Безопасности на основании поступивших в Комитет сведений о вредной противоправительственной деятельности г. [ А. Т. ] Соловьёва», о чём первоначально даже не был осведомлён Казанский губернский комиссар В. В. Молоствов. По иронии судьбы, казанским монархистам, которых совсем недавно их «оппоненты» слева обвиняли в откровенной проправительственной ориентации, теперь вменяли в вину обвинения прямо противоположного свойства.
Подвергшись нападкам либерально-революционной прессы, А. Т. Соловьёв вынужден был отойти от политических и общественных дел. По сведениям одного из его внуков — учёного-эндокринолога В. В. Талантова — после свержения монархии А. Т. Соловьёв подвергался аресту, но крайние репрессивные меры, ввиду широкой общественной известности А. Т. Соловьёв новые власти к нему применить не решились. При этом не ясно, относится ли данное воспоминание к аресту 17 — 19 марта 1917 г., или он был подвергнут аресту ещё раз — уже после октябрьской революции 1917 г.

## Кончина, погребение
Обстоятельства смерти и погребения А. Т. Соловьёва неизвестны. Судя по надписи на обнаруженном в 1990-х — начале 2000-х гг. в овраге на Арском кладбище г. Казани старом семейном надгробии (А. Т. Соловьёва, его жены Л. Л. Соловьёвой и их внука Александра), он скончался 3 декабря 1918 г. Погребён там же.

## Увековечение памяти

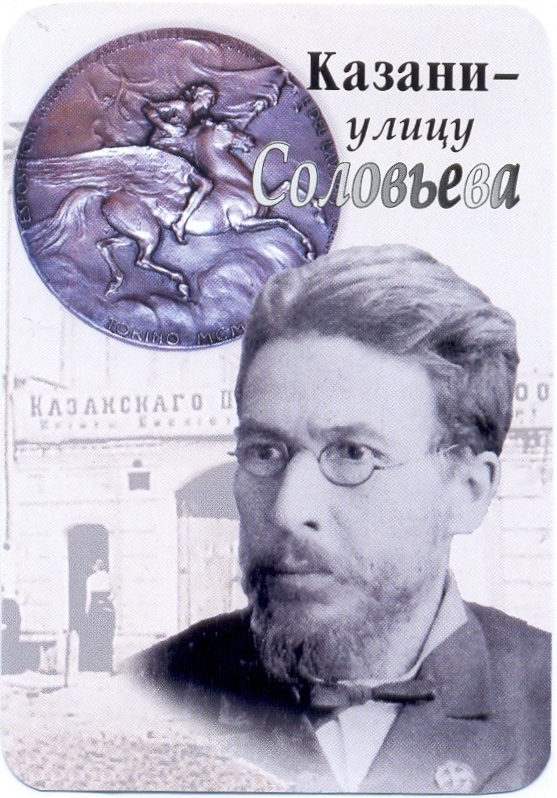
Агитационный календарик МНАТ на 2007/2008 «трезвеннический год»: «Казани — улицу Соловьёва»

В 2005—2006 гг. Казанское отделение «Международной независимой ассоциации трезвости» (МНАТ) начало сбор подписей за присвоение имени А. Т. Соловьёва одной из казанских улиц.
26 июня 2007 г. — в Международный день борьбы с наркоманией и незаконным оборотом наркотиков — активисты ряда казанских общественных организаций, представители Казанской епархии РПЦ и местных муниципальных структур почтили на Арском кладбище столицы Татарстана память А. Т. Соловьёва возложением венка и цветов на его могилу.
На 2007/2008 «трезвеннический год» МНАТ были выпущены настольный и карманный календари с фотографиями А. Т. Соловьёва, Л. Н. Толстого, а также изображением медали, полученной А. Т. Соловьёвым на Всемирной промышленной выставке в г. Турине в 1911 г.
10 июля 2014 г., в рамках проводившейся на Арском кладбище Казани по инициативе Казанского отделения «Русского Собрания» — «Русского Собрания города Казани» (РСК) акции памяти, состоялось посещение могилы А. Т. Соловьёва, на которую был возложен венок, и отслужена панихида. Участниками акции было подписано подготовленное РСК и согласованное с Казанским отделением МНАТ обращение к мэру города Казани И. Р. Метшину, в котором, в частности, было обращено внимание на то, что «до сих пор остаётся не выполненным принятое ещё в 2007 г. решение о присвоении его имени одной из улиц города Казани»